# Mormonia syriaca
Mormonia syriaca là một loài bướm đêm trong họ Noctuidae.